# 園田喜則
園田 喜則（そのだ よしのり、1948年7月29日 - 2006年9月6日）は、大阪府出身（出生地は三重県伊勢市）のプロ野球選手・コーチ。選手時代のポジションは内野手。右投右打。

## 来歴・人物
北陽高校では1966年、3年生の時に遊撃手、控え投手として夏の甲子園府予選決勝に進出。エース奥田敏輝を擁する桜塚高と対戦し、2回から橋本和行をリリーフし好投、4-0で勝利を飾る。夏の甲子園では1回戦で福島商を降すが、2回戦では桐生高に1回裏9点を奪われ、その後は前野和博（芝工大－東芝）らに抑えられ敗退。この2試合ともリリーフで登板している。2年下のチームメートに中堅手の長崎慶一がいた。
1966年第1次ドラフト会議で東京オリオンズ（1969年よりロッテ・オリオンズ）から1位指名を受け入団・プロ入り。初年度の1967年から一軍に上がり、遊撃手として4試合に先発出場を果たす。同年はジュニアオールスター（二軍のオールスターゲーム）にも出場したが、その後は右目に打球が当たり、視力が低下して活躍の場には恵まれず、1971年に引退した。1973年まで二軍でマネージャーを兼務するコーチとして球団に残った。
2006年9月、病により58歳で急死した。

## 詳細情報

### 年度別打撃成績
| 年 度     | 球 団       | 試 合 | 打 席 | 打 数 | 得 点 | 安 打 | 二 塁 打 | 三 塁 打 | 本 塁 打 | 塁 打 | 打 点 | 盗 塁 | 盗 塁 死 | 犠 打 | 犠 飛 | 四 球 | 敬 遠 | 死 球 | 三 振 | 併 殺 打 | 打 率 | 出 塁 率 | 長 打 率 | O P S |
| --------- | ----------- | ----- | ----- | ----- | ----- | ----- | -------- | -------- | -------- | ----- | ----- | ----- | -------- | ----- | ----- | ----- | ----- | ----- | ----- | -------- | ----- | -------- | -------- | ----- |
| 1967      | 東京 ロッテ | 22    | 21    | 20    | 0     | 4     | 0        | 1        | 0        | 6     | 0     | 0     | 0        | 0     | 0     | 1     | 0     | 0     | 4     | 0        | .200  | .238     | .300     | .538  |
| 1968      | 東京 ロッテ | 24    | 15    | 15    | 2     | 5     | 0        | 0        | 0        | 5     | 1     | 0     | 1        | 0     | 0     | 0     | 0     | 0     | 5     | 1        | .333  | .333     | .333     | .666  |
| 1971      | 東京 ロッテ | 1     | 0     | 0     | 1     | 0     | 0        | 0        | 0        | 0     | 0     | 0     | 0        | 0     | 0     | 0     | 0     | 0     | 0     | 0        | ----  | ----     | ----     | ----  |
| 通算：3年 | 通算：3年   | 47    | 36    | 35    | 3     | 9     | 0        | 1        | 0        | 11    | 1     | 0     | 1        | 0     | 0     | 1     | 0     | 0     | 9     | 1        | .257  | .278     | .314     | .592  |

- 東京（東京オリオンズ）は、1969年にロッテ（ロッテオリオンズ）に球団名を変更

### 背番号
※参考…
- 42 （1967年 - 1968年）
- 6  （1969年）
- 44 （1970年 - 1971年）
- 62 （1972年）
- 90 （1973年）